# Arthrostylidium venezuelae
Arthrostylidium venezuelae là một loài thực vật có hoa trong họ Hòa thảo. Loài này được (Steud.) McClure mô tả khoa học đầu tiên năm 1942.